# Paint Drying
Paint Drying (en valencià: pintura assecant-se) és un llargmetratge britànic de 2016 dirigit i produït per Charlie Lyne. La pel·lícula representa pintura secant-se en una paret, amb una durada de deu hores i set minuts. La pel·lícula va ser creada per Charlie Lyne per obligar el British Board of Film Classification a visualitzar les deu hores per tal de donar a la pel·lícula una classificació per edat, com a protesta contra la censura i el cost prohibitiu per als cineastes independents, que paguen de mitjana 1.000 lliures per pel·lícula, com a requisit per a obtindre la classificació BBFC.

## Història
El BBFC va cobrar una tarifa plana de 101,50 lliures per pel·lícula, més una tarifa de 7,09 lliures per minut, per tal de classificar una pel·lícula. Per tant, com més diners es gasten, més llarga podria ser la pel·lícula presentada. Charlie Lyne va iniciar una pàgina de Kickstarter per recaptar diners per fer la pel·lícula de la major durada possible. Havia filmat, de bestreta, catorze hores d'assecat de pintura en una paret, per si aconseguia prou diners per mostrar totes les imatges. Lyne va recaptar més de 5.936 lliures, provinents de 686 patrocinadors diferents. La pel·lícula es va estrenar el 26 de gener de 2016 amb una durada de deu hores i set minuts. El BBFC va donar a la pel·lícula una qualificació U, indicant que és apta per a totes les edats.